# Ugorek
Ugorek – osiedle w Krakowie wchodzące w skład Dzielnicy III Prądnik Czerwony, niestanowiące jednostki pomocniczej niższego rzędu w ramach dzielnicy.

## Położenie i granice rejonu Ugorek
Osiedle położone ok. 3 km na północny wschód od centrum. Osiedle Ugorek ograniczają ulice: Ułanów od strony wschodniej, Ugorek od strony południowej (oddziela osiedle Ugorek od osiedla Wieczysta), Fiołkowa od strony północnej i Meissnera od strony zachodniej.
Spółdzielnia Mieszkaniowa „Ugorek” obejmuje większy teren. Oprócz osiedla Ugorek obejmuje ona sporą część budynków na osiedlu Wieczysta, także budynki po zachodniej stronie ulicy Meissnera (osiedle Śliczna), niektóre budynki na osiedlu Akacjowa, większość bloków na osiedlu Olsza II i pewną, niewielką liczbę budynków zlokalizowanych w rejonie, np. na starej Olszy.
Na osiedlu występuje zarówno wysoka zabudowa mieszkalna – bloki 8 i 10-piętrowe, jak i niższe bloki 4-piętrowe. Istnieją dobre połączenia komunikacyjne zarówno za pomocą tramwaju, jak i autobusu.

## Historia
Tereny na których później zbudowano Ugorek zostały przyłączone do Krakowa w 1941 roku, jako część ówczesnej XLIII dzielnicy katastralnej – Rakowice. Osiedle Ugorek zostało zrealizowane w latach 1961–1967. Głównym projektantem osiedla był Andrzej Radnicki, a za projekt urbanistyczny odpowiadali Jerzy Plesner i Janusz Sierosławski. Projekty poszczególnych budynków opracowali m.in. Kazimierz Chodorowski, Stafan Golonka, Andrzej Radnicki, Irena Radnicka oraz Anna Sierosławska. Wnętrza urbanistyczne osiedla wypełnione są zielenią parkową i połączone ze sobą liniami ciągów pieszych, które to stanowią osie układu urbanistycznego osiedla, rozciągnięte między ulicami Ugorek, Fiołkową i Ułanów. Przy tych ciągach zlokalizowane zostały pawilony handlowe i przedszkole. Dla 10-piętrowych punktowców charakterystyczna jest cofnięta ostatnia kondygnacja i pulpitowy dach tarasu. Bloki 4-piętrowe wykonane zostały w II stopniu uprzemysłowienia, tj. przy zastosowaniu technologii wielkoblokowej – wszystkie poziome elementy konstrukcyjne budynku, to jest stropy, klatki schodowe i dachy, a także ściany nośne, były wykonywane z wielkich bloków żelbetowych lub żużlobetonowych. Zabudowa osiedla uzupełniona została m.in. pawilonem handlowym z prześwitem przejścia pieszego, zaprojektowanym przez Annę Sierosławską.

## Infrastruktura

### Sport
- parafialny klub sportowy „Porta”
- centrum rozrywki i rekreacji „Skakanka”
- klub fitness przy ulicy Ugorek

### Oświata
- Zespół Szkół Ogólnokształcących nr 9 – składa się ze Szkoły Podstawowej z Oddziałami Integracyjnymi nr 128 im. płk. pil. S. Skarżyńskiego oraz XXIII Liceum Ogólnokształcącego im. płk. pil. S. Skarżyńskiego. Szkoły te są otwarte na dzieci niedosłyszące, z autyzmem, zespołem Aspergera oraz inne dzieci do integracji, dlatego oprócz klas ogólnych prowadzą klasy integracyjne. (Do 31 sierpnia 2017 r. funkcjonowało Gimnazjum z Oddziałami Integracyjnymi nr 11 im. płk. pil. S. Skarżyńskiego, wygaszone w ramach reformy systemu oświaty.) Szkołę otwarto w tym miejscu w 1970.
- Zespół Szkół nr 1 im. św. Rafała Kalinowskiego – składa się z Technikum Komunikacyjnego nr 25 (dawniej Technikum Kolejowe), Branżowej Szkoły I Stopnia Nr 27 oraz internatu[4]
- Zespół Szkół Inżynierii Środowiska i Melioracji
- Specjalny Ośrodek dla Dzieci Niesłyszących
- Biblioteka Kraków – Filia 14 (ul. Ugorek 14)

### Inne
Niedaleko osiedla znajdują się: Muzeum Lotnictwa, Park Lotników Polskich, jednostka wojskowa oraz Tauron Arena Kraków.

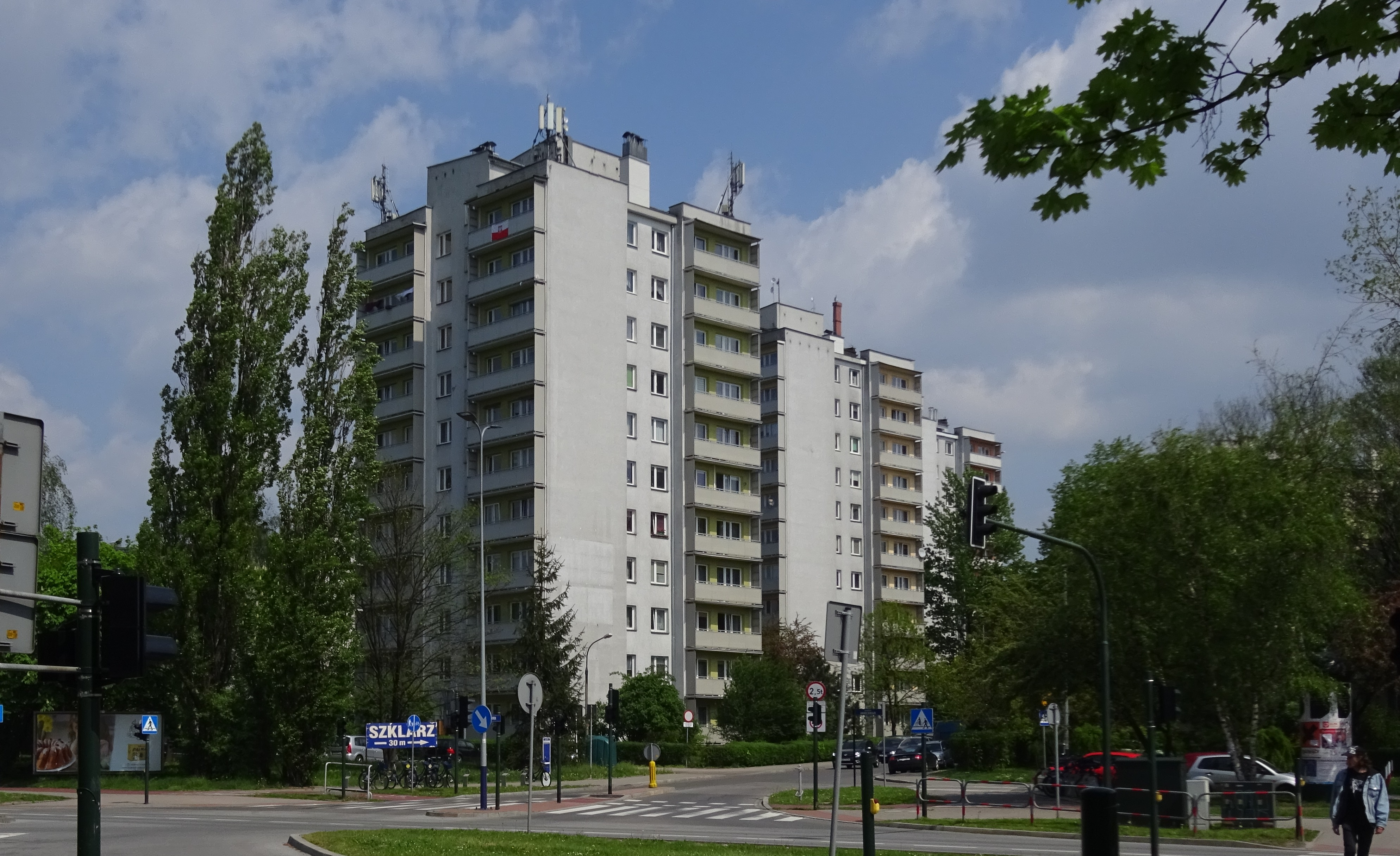
Wieżowce „punktowce” na osiedlu – widok od strony ul. Meissnera
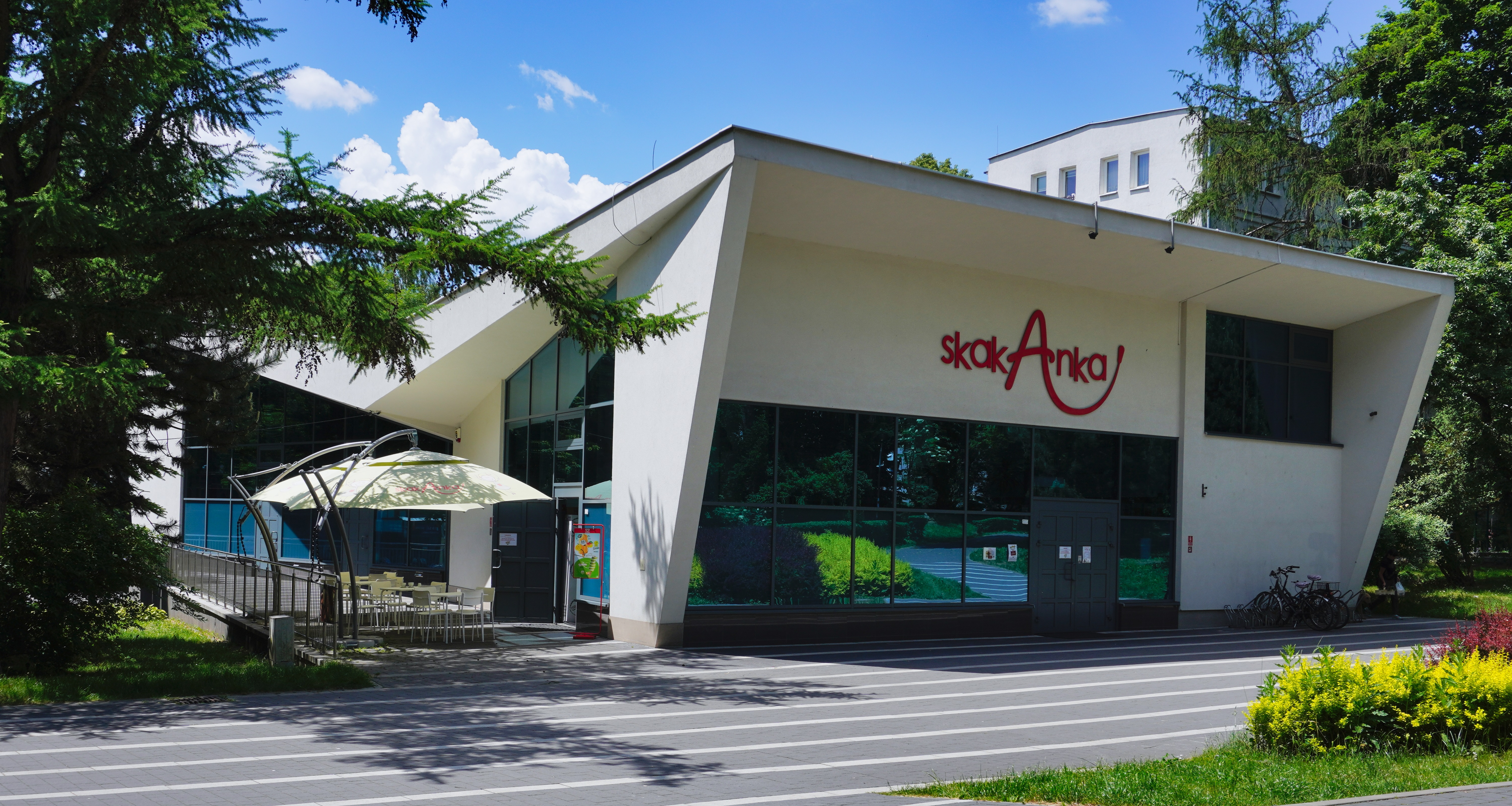
Modernistyczny budynek dawnego kina „Ugorek”, obecnie centrum rozrywki i rekreacji „Skakanka”
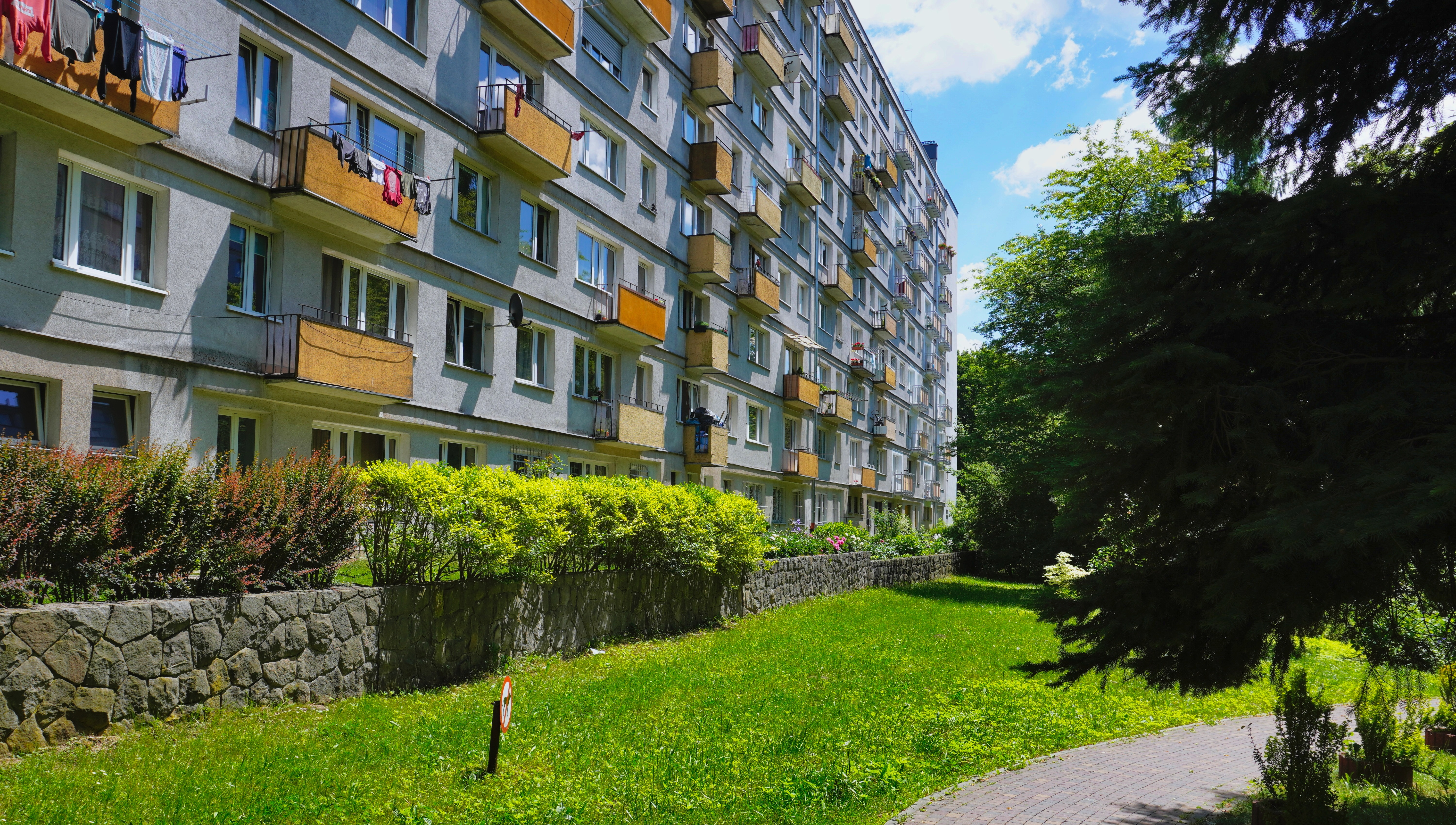
Wnętrze osiedla, blok przy ul. Ugorek 4
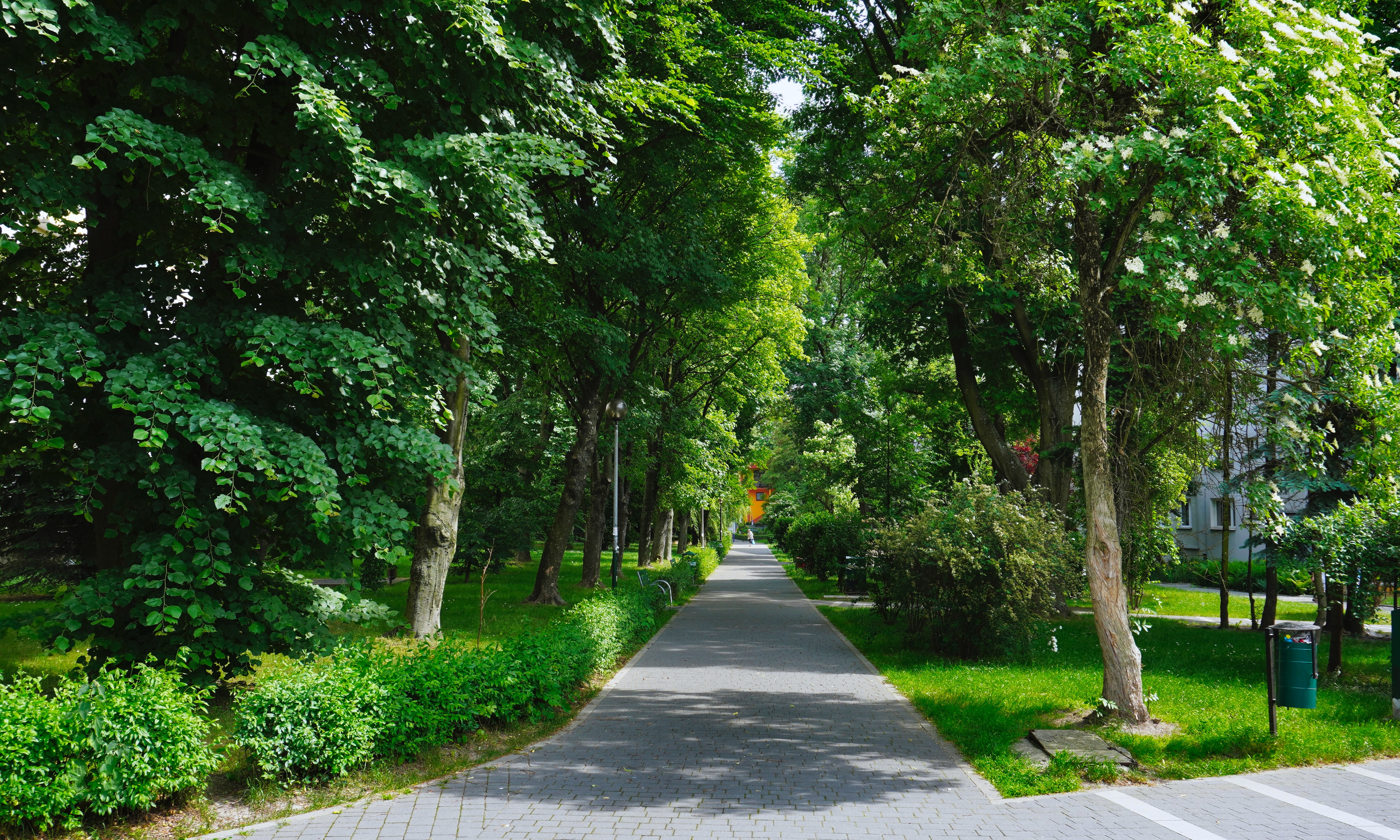
Wnętrze osiedla, zieleniec i ciąg pieszy, widok na południe
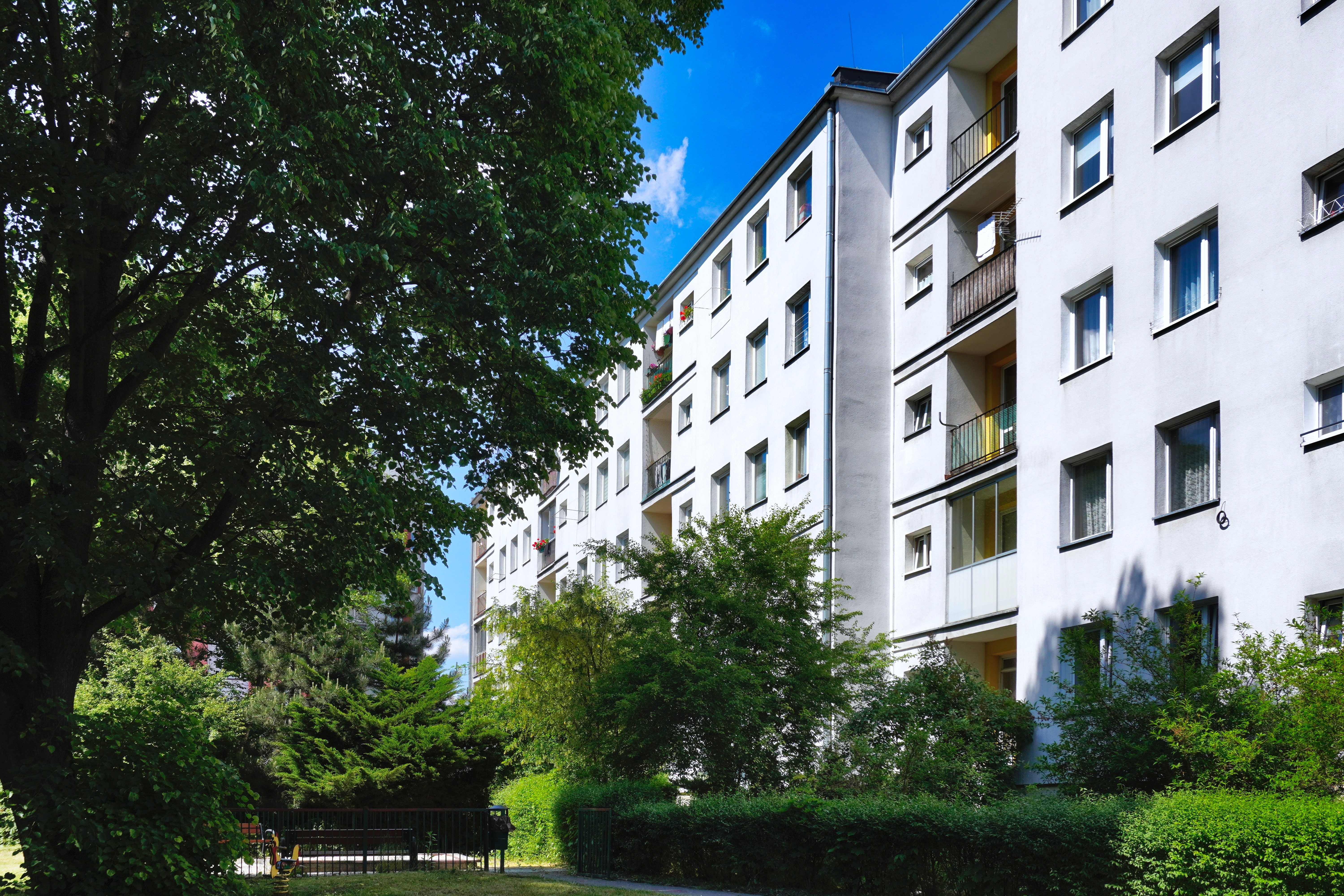
Wnętrze osiedla, blok przy ul. Fiołkowej 17
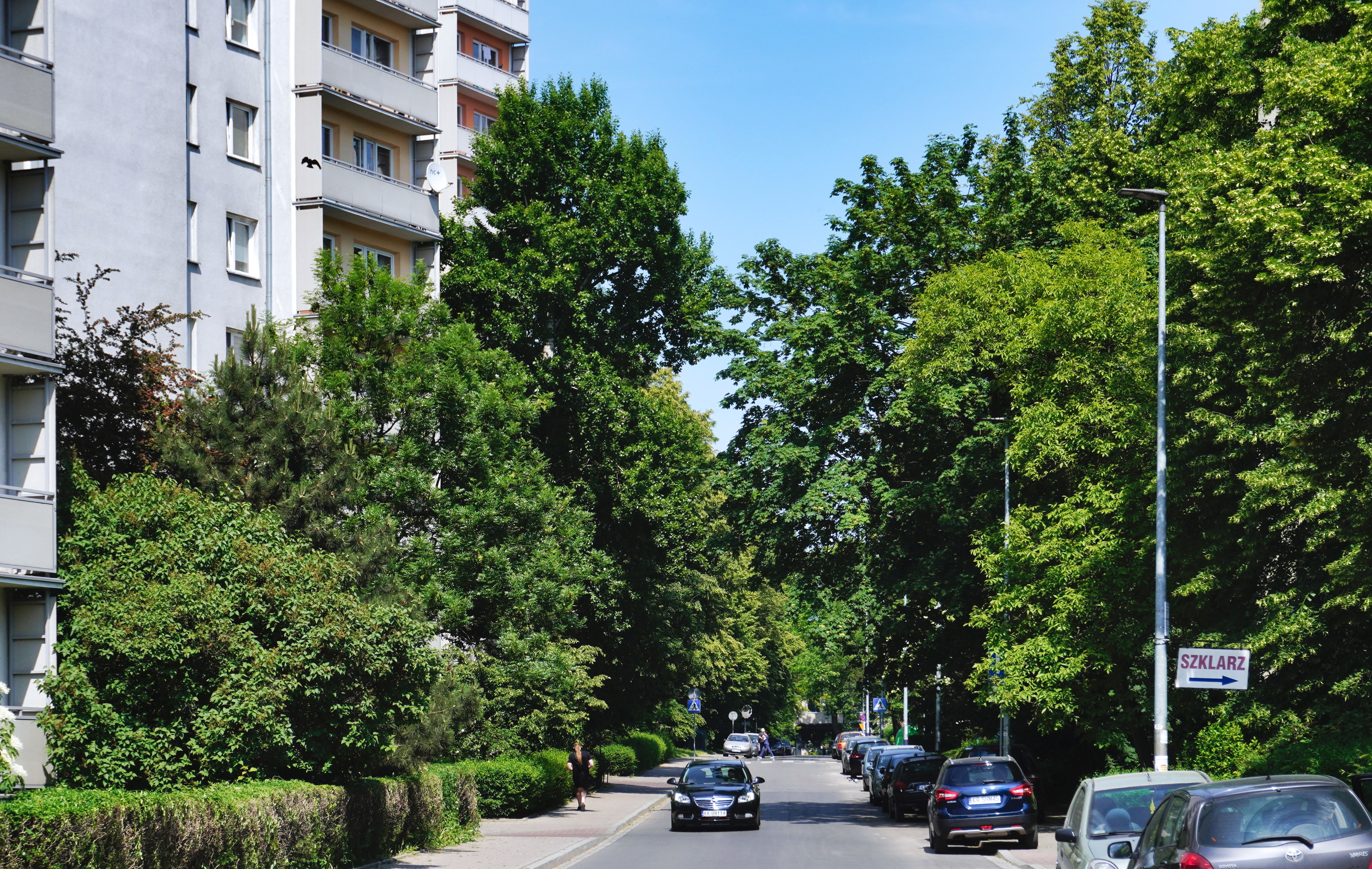
Ulica Ugorek
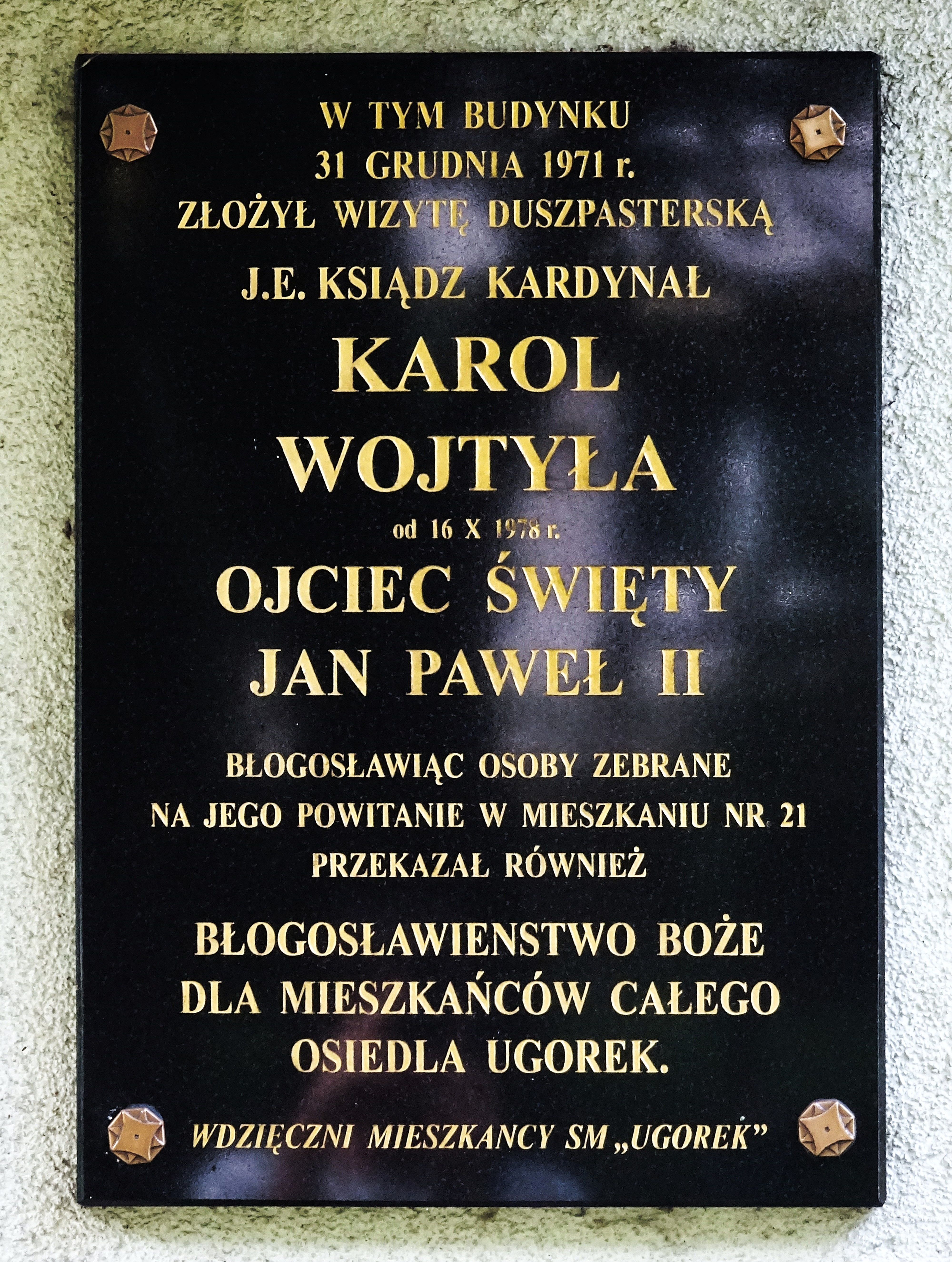
Tablica upamiętniająca Jana Pawła II w elewacji bloku przy ul. Ugorek 12